# Garda Națională de Mediu
Garda Națională de Mediu (GNM) este o agenție guvernamentală din România, aflată în subordinea Ministerului Mediului.
Controlează activitățile cu impact asupra mediului înconjurător, și aplică sancțiuni contravenționale prevăzute de legislația în domeniul protecției mediului.
În iulie 2009, GNM dispunea de un efectiv de 540 de comisari dintre care 18 acționau în București.

## Conducerea
Comisarul general al Gărzii Naționale de Mediu:
- Constantin Silinescu martie 2003- aprilie 2005
- Silvian Ionescu - aprilie 2005 - aprilie 2007[4][5]
- Marius Octavian Popa - 2007 - 5 iunie 2008[6][7]
- Gheorghe Constantin Rusu - 5 iunie 2008 - 26 ianuarie 2009[6][4]
- Silvian Ionescu - 26 ianuarie 2009 - mai 2012
- Constantin Ovidiu Daescu iunie 2012- 20 mai 2013
- Florin Diaconu - 20 mai 2013-februarie 2016
- Bogdan Gheorghe Trif - 31 martie 2016 - 29 ianuarie 2018
- Robert SZEP - 01 februarie - 07 martie 2018
- Gabriela DOROJAN - 07 martie 2018- 13 ianuarie  2020
- Marioara Artemis GĂTEJ - 10 februarie 2020 - 11 martie 2021
- Octavian BERCEANU - 11 martie 2021- 20 septembrie 2021
- Marioara Artemis GĂTEJ - 27 octombrie 2021 - 30 mai 2022
- Aurelian PĂDURARU - 30 mai 2022 - 20 mai 2023
- Andrei Rudolf CORLAN - 30 mai 2023 - prezent